# Biscayne Park
Biscayne Park é uma aldeia localizada no estado americano da Flórida, no condado de Miami-Dade. Foi incorporada em 1933.

## Geografia
De acordo com o United States Census Bureau, a cidade tem uma área de 1,6 km², onde todos os 1,6 km² estão cobertos por terra.

### Localidades na vizinhança
O diagrama seguinte representa as localidades num raio de 8 km ao redor de Biscayne Park. 

## Demografia
Segundo o censo nacional de 2010, a sua população é de 3 055 habitantes e sua densidade populacional é de 1 872,29 hab/km². Possui 1 324 residências, que resulta em uma densidade de 811,43 residências/km².